# 104 d'Aquari
104 d'Aquari (104 Aquarii) és una estrella triple de la Constel·lació d'Aquari. 104 Aqr és una binària espectroscòpica i probablement variable.